# Нуж'ял
Нуж'я́л (рос. Нужъял, марій. Нужъял) — присілок у складі Совєтського району Марій Ел, Росія. Входить до складу Михайловського сільського поселення.

## Населення
Населення — 120 осіб (2010; 77 у 2002).
Національний склад (станом на 2002 рік):
- марі — 77 %